# Steingutfabrik Wallerfangen

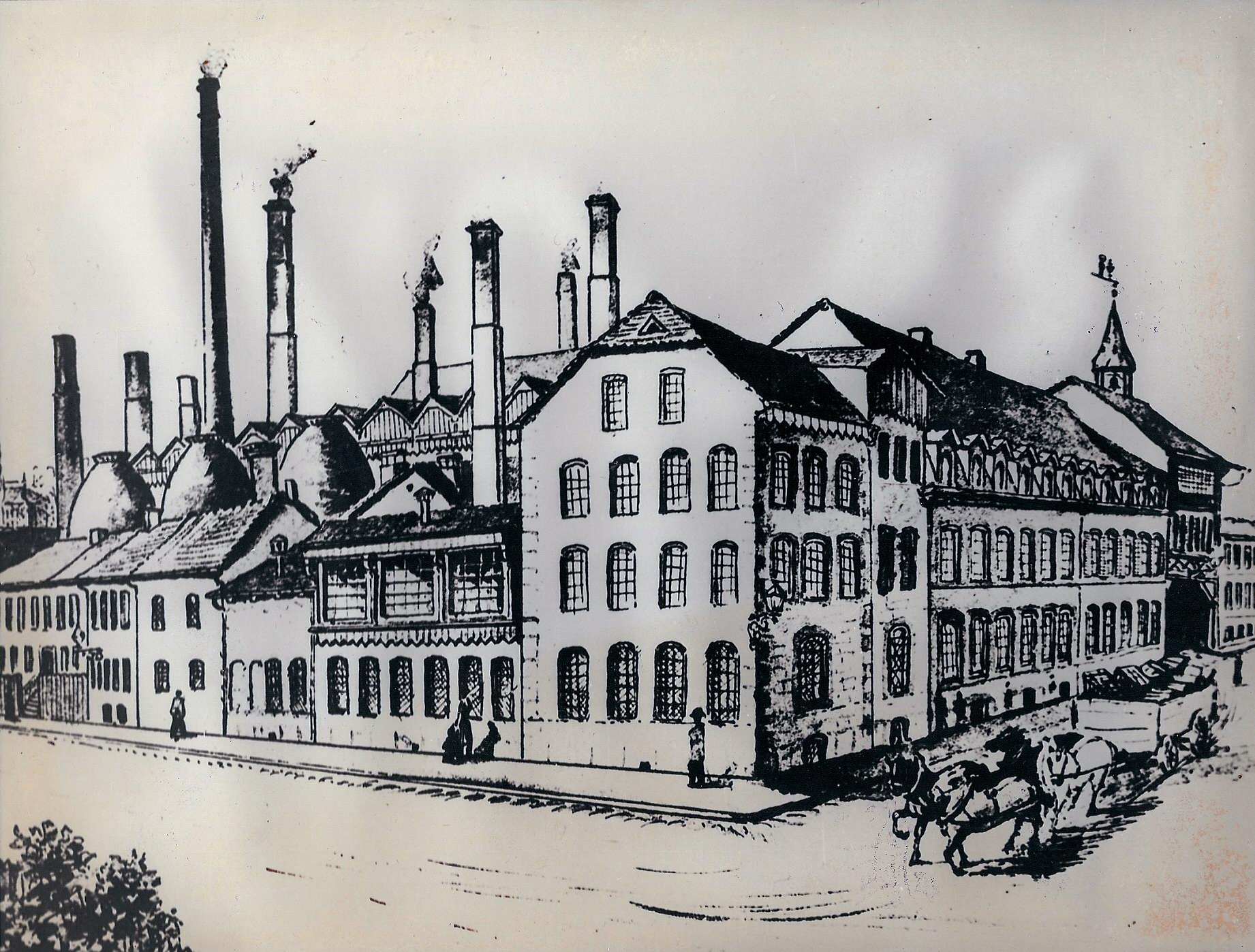
Zeichnung der Wallerfanger Steingutfabrik um 1850 (Archiv VfH Wallerfangen)

Die Wallerfanger Steingutfabrik wurde 1791 durch Nicolas Villeroy gegründet. Die endgültige Schließung erfolgte im Jahre 1931 unter Fabrikdirektor Walter Fiehn, Schuld an der Insolvenz waren u. a. die Auswirkungen der Weltwirtschaftskrise.

## Geschichte
Die Ursprünge der Fabrik reichen zurück bis ins Jahr 1785, als Jean Thibault in Frauenberg eine der ersten Faiencerien gründete. Sowohl Villeroy als auch Thibault hatten im Vorfeld schon ein beträchtliches Vermögen mit dem Salinenhandel in Lothringen erwirtschaftet.
Sowohl durch eine geschickte Infrastrukturpolitik, wie Anbindung an das Schienennetz und Nutzung von Steinkohle als Energieträger, als auch durch Anwerben internationaler, vor allem englischer Spezialisten konnte die Firma sehr erfolgreich expandieren. 1836 erfolgte die Verbindung mit dem in Mettlach/Saar bereits erfolgreich existierenden Keramik-Manufaktur von Jean-Francois Boch, dies war der Anfang des späteren Weltkonzerns Villeroy und Boch.
Auf dem Zenit ihrer Produktion im Jahre 1891, im Jahr des 100-jährigen Firmenjubiläums, beschäftigte die Fabrik fast 1000 Mitarbeiter und bestand aus annähernd 50 verschiedenen Gebäuden, somit war das Unternehmen in Wallerfangen und Umgebung über lange Zeit der Hauptarbeitgeber, Konkurrenz bekam die Region erst durch die aufkommende Industrialisierung vor allem durch die Bergwerks- und Hüttenindustrie, hauptsächlich von der benachbarten Dillinger Hütte.

## Produkte aus Wallerfangen
In der Wallerfanger Fabrik wurde hauptsächlich Steingut, in wenigen Jahren auch Porzellan (sog. Knochenporzellan) gefertigt. Spezialisiert war man auf Dekordrucke im Schablonenverfahren, wie  den Kupferdruck. Die Produktpalette erstreckte sich von normalen Haushaltsgeschirr (Ess-, Kaffee-, Teeservice, Sanitärartikel usw.) über einfache Dekorationsobjekte (Vasen, Wandteller) bis hin zu figürlichen Modellen und teils aufwändigen Kunstobjekten mit Kristallglasuren.
Einer der produktivsten Gestalter in Wallerfangen war der Kupferstecher, Illustrator und Karikaturist Philipp Müller (1811–1893). Eine vielfältige Sammlung von Belegen der Wallerfanger Steingutfabrik beherbergt das Historische Museum Wallerfangen.

## Galerie

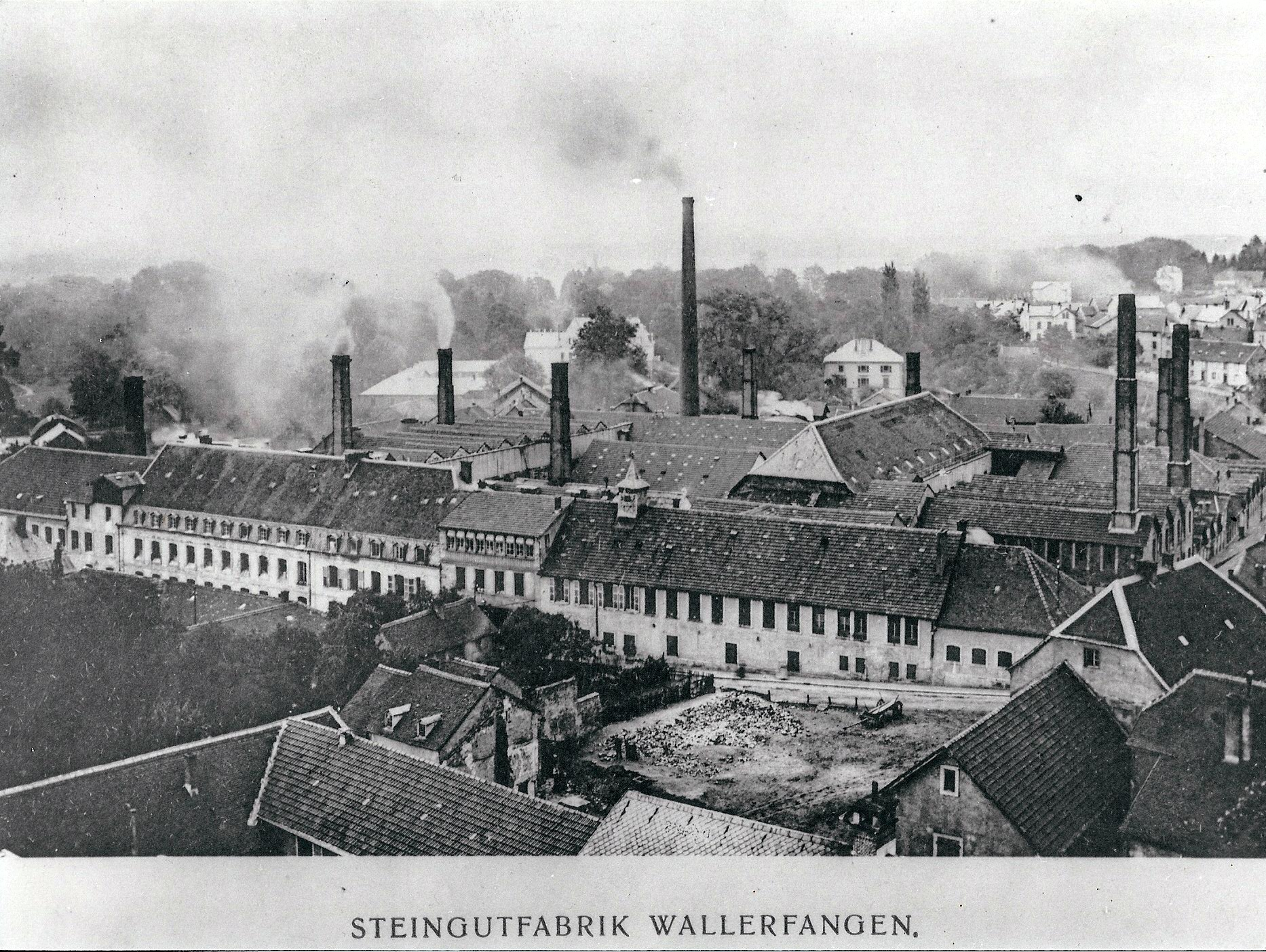
Steingutfabrik Wallerfangen um 1925. Postkarte. (Archiv VfH Wallerfangen)
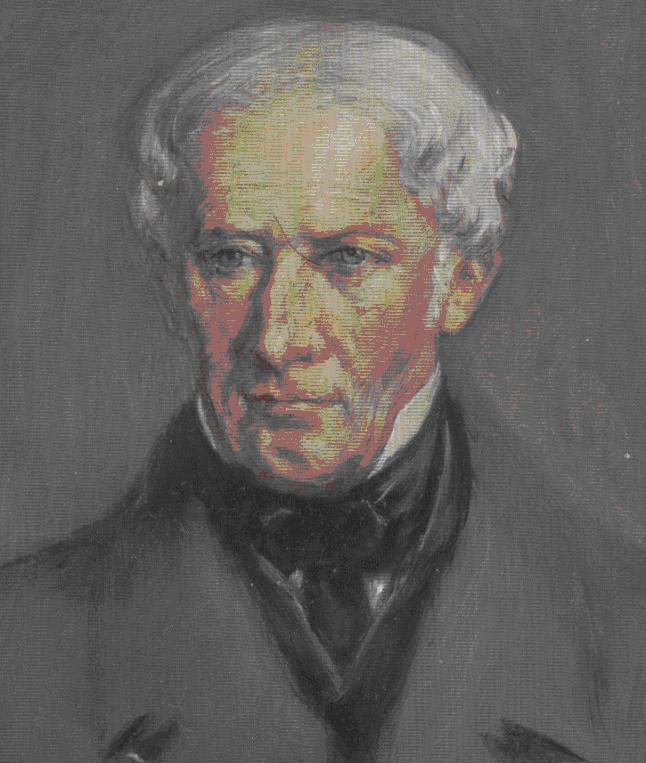
Nicolas Villeroy. Firmengründer
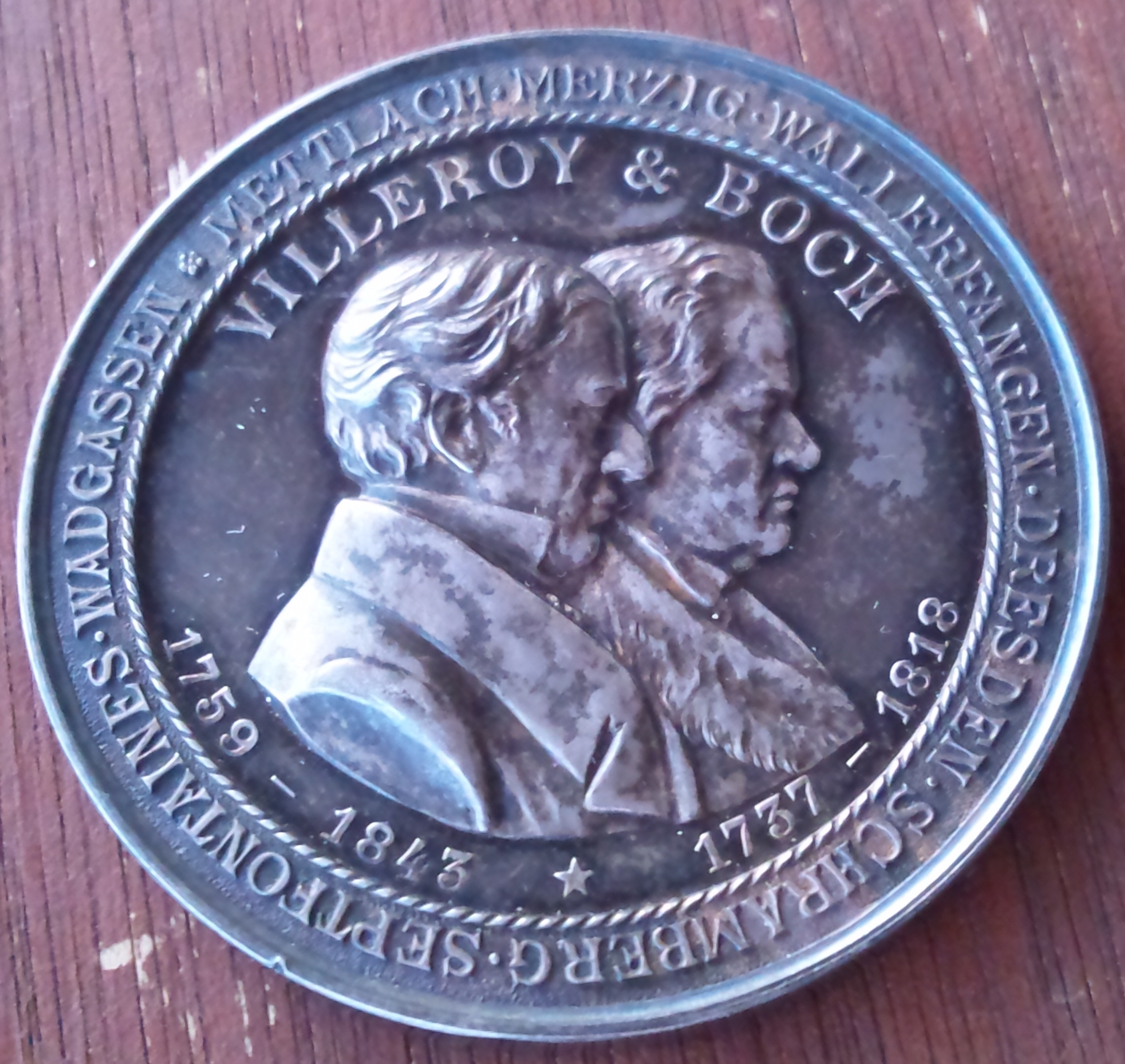
V&B Treudienst-Medaille (Avers). Silber, zum 25-jährigen Arbeitsjubiläum eines Mitarbeiters.
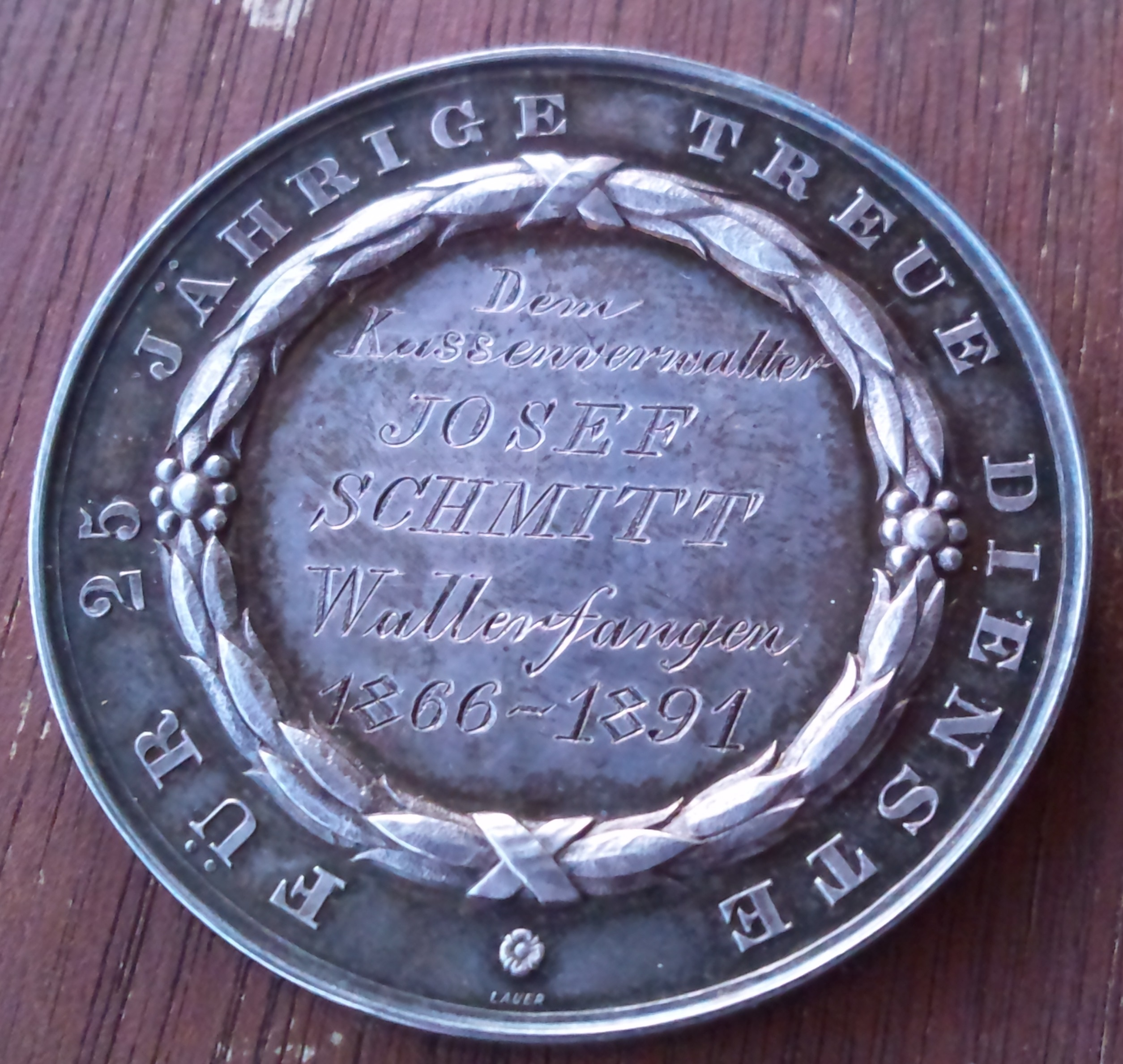
V&B Medaille (Revers)
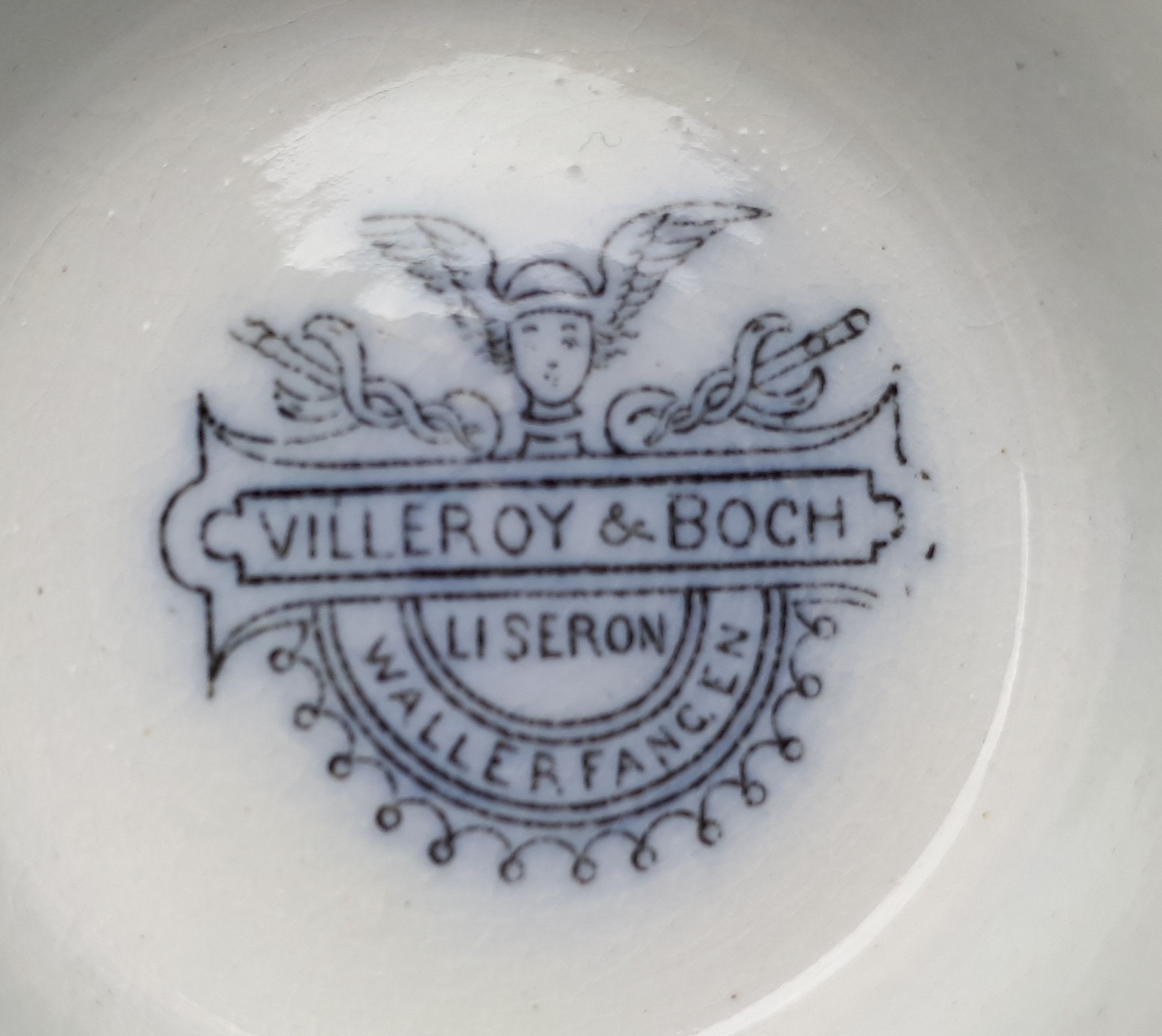
„Merkurstempel“ von Villeroy & Boch Wallerfangen